# Serginho Meriti
Serginho Meriti, nome artístico de Sérgio Roberto Serafim (Rio de Janeiro, 1º de outubro de 1958), é um cantor e compositor brasileiro.

## Biografia
Embora nascido no bairro carioca de Madureira, Sérginho foi criado na cidade de São João de Meriti, na Baixada Fluminense; por esta razão adotou o nome artístico de Serginho Meriti.
Por ser filho do gaúcho Felisbino
Antônio Serafim, violonista e de Nair Antônio de Oliveira, cantora e compositora de hinos religiosos da Assembleia de Deus, Serginho Meriti se envolveu desde criança com a música. Começou sua carreira musical profissionalmente em 1976.
A primeira vez em que Serginho Meriti gravou com um grande interprete foi com o cantor Bebeto, que era conhecido como o "Rei dos Bailes" do subúrbio carioca. Para Bebeto, Serginho compôs as canções “Neguinho poeta”, “Monalisa”, “Batalha maravilhosa”e “Lua nova (pra balançar)”.
Em 1981, produzido por Roberto Menescal, Sérginho Meriti  gravou músicas de sua autoria no LP “Bons momentos”, álbum este que tinha como um dos objetivos da gravadora PolyGram substituir o nicho deixado Jorge Ben Jor, que havia deixado esta gravadora para ir para Som Livre. Pela PolyGram ainda lançaria mais um disco.
Além de Bebeto, posteriormente, Serginho fez diversas parcerias com importantes nomes do samba, como Xande de Pilares, Alcione, Zeca Pagodinho, Neguinho da Beija-Flor, Arlindo Cruz, Diogo Nogueira e Mr. Catra.
Entre as composições de maiores sucessos de Serginho Meriti estão: “Deixa a Vida Me Levar”, parceria com Eri do Cais consagrada na voz de Zeca Pagodinho, e “Quando Eu Contar, Iaiá”, feita com Beto Sem Braço e também gravada por Zeca.
Em 2008 passou a residir em São Paulo, buscando melhor mercado de trabalho. Posteriormente retornaria ao Rio de Janeiro, residindo no Morro do Conceito, em São João de Meriti.
Autor de mais de 800 composições e sucessos como ‘Negra Angela’, ‘Quando eu contar’, ‘Deixa a vida me levar’ que ganhou o Grammy Latino em 2003 e o Prêmio TIM em 2004 de melhor samba.

## Homenagens
Inspirada na proposta cultural implantada há anos pela prefeitura da cidade do Rio de Janeiro, em 2011, no dia 29 de abril, a Prefeitura de São João de Meriti, através da sua Secretaria de Educação e Cultura, inaugurou a primeira Lona Cultural da Baixada Fluminense a qual deu a denominação de "Lona Cultural Serginho Meriti" em homenagem ao ilustre compositor que foi criado na cidade; situada na na Praça dos Três Poderes, na localidade de Jardim Meriti, em Vilar dos Teles..
Já em 2023, o produtor musical e cantor Leandro Sapucahy reverenciou Serginho Meriti no álbum ao vivo "Neguinho Poeta", lançado em janeiro deste ano sob direção musical do pianista Nélio Jr. Para esta celebração, Sapucahy convidou, além do próprio Serginho, os cantores Belo, Dudu Nobre, Ferrugem, Péricles e Renato da Rocinha, além do grupo Pique Novo.

## Discografia
- 1981 - Bons momentos
- 1982 - Vida tão bela menina
- 1984 - Bem natural
- 1996 - Serginho Meriti
- 2005 - A luz do nosso povo